# Васильєв Степан Васильович
Степан Васильович Васильєв (нар. 28 грудня 1896, місцевість Тойон-Уйота 1-го Бордонського наслегу Мархінського улусу Вілюйського округу Якутської області, тепер Нюрбинського улусу Республіки Саха (Якутії), Російська Федерація — 26 жовтня 1943, Печорський виправно-трудовий табір Комі АРСР, тепер Республіка Комі, Російська Федерація) — радянський державний і партійний діяч, в.о. голови Ради народних комісарів Якутської АРСР. Член Центральної контрольної комісії ВКП(б) у 1927—1934 роках. Член Комісії партійного контролю при ЦК ВКП(б) у 1934—1939 роках.

## Життєпис
Народився в родині бідняка-скотаря. Закінчив Мегежекську початкову церковнопарафіяльну школу в селі Маликай, у 1915 році — Нюрбинське двокласне училище в селищі Нюрба Вілюйського округу. З 1915 по 1918 рік навчався в Якутській вчительській семінарії, закінчив три курси. У березні 1917 — серпні 1918 року — більшовицький агітатор-пропагандист серед учнів у Якутську. 
Член РСДРП(б) з вересня 1917 року.
Брав активну участь у створенні нелегальної бойової дружини в Якутську та у встановленні радянської влади в Якутії. У 1918 році заарештований білогвардійцями, сидів у в'язниці в Якутську, потім висланий за межі Якутії. З вересня 1918 по грудень 1919 року був ув'язнений в Іркутській в'язниці.
Після звільнення, в грудні 1919 року, направлений Іркутською партійною організацією в Прибайкалля (селище Слюдянка Бійського повіту) на нелегальну роботу в тилу Колчака, брав участь у роззброєнні штабу загону генерала Семенова.
У 1920 році вступив до комсомолу. У лютому — травні 1920 року — член Іркутського губернського бюро комсомолу (РКСМ). Після повернення до Якутії став одним із організаторів Якутської комсомольської організації.
З червня 1920 року по лютий 1921 року — голова бюро Якутського губернського комітету РКСМ.
У лютому — серпні 1921 року — завідувач відділу пропаганди і агітації Якутського губернського комітету РКП(б) та член Якутського губернського бюро РКП(б) і губернського революційного комітету.
У вересні 1921 — серпні 1925 року — студент Комуністичного університету імені Свердлова в Москві.
У серпні 1925 — квітні 1926 року — голова Якутської обласної контрольної комісії РКП(б) — народний комісар робітничо-селянської інспекції Якутської АРСР.
У квітні 1926 — вересні 1927 року — уповноважений із підготовки організації тресту золотодобувної промисловості на Алдані Якутської АРСР, в тресті «Союззолото» в Москві.
У вересні 1927 — березні 1928 року — в.о. голови Ради народних комісарів Якутської АРСР.
У вересні 1928 — липні 1930 року — член партійної колегії Центральної контрольної комісії ВКП(б).
У липні 1930 — квітні 1931 року — керівник групи кольорових металів Народного комісаріату робітничо-селянської інспекції СРСР.
12 квітня 1931 — лютий 1934 року — голова ЦК Спілки робітників видобутку і обробки кольорових металів та золота.
У лютому 1934 — травні 1939 року — член групи важкої промисловості Комісії партійного контролю при ЦК ВКП(б). У січні — серпні 1937 року — керівник групи із кольорових і рідкісних металів Комісії партійного контролю при ЦК ВКП(б). У березні 1938 — травні 1939 року — представник Комісії партійного контролю при ЦК ВКП(б) у Центральній комісії Економічної ради РНК СРСР.
У травні — листопаді 1939 року — директор авторемонтного заводу № 2 (ВАРЗ) міста Москви.
6 листопада 1939 року заарештований органами НКВС. 14 січня 1940 року виключений із членів партії. Засуджений Воєнною колегією Верховного суду СРСР 18 липня 1941 року до 10 років виправно-трудових таборів.
26 (29) жовтня 1943 року помер у Печорському виправно-трудовому таборі Комі АРСР.
18 серпня 1956 року реабілітований, 22 вересня 1958 року посмертно відновлений у партії.